# Swami Vivekananda

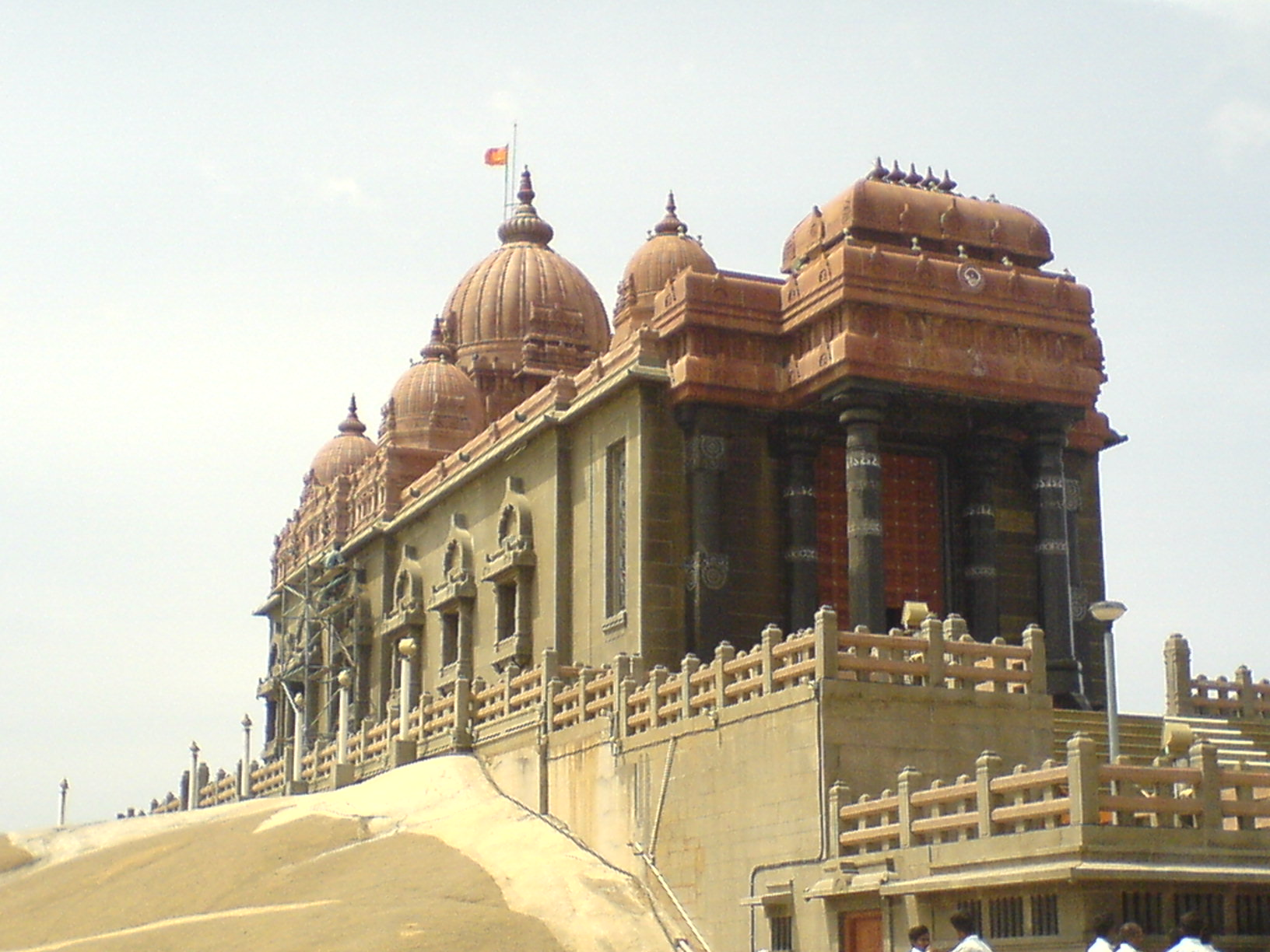
Vivekanandatemplet på Vivekanandaklippan i Kanyakumari.

Swami Vivekananda (स्वामी विवेकानन्द), ursprungligen Narendranath(a) Dutta, född 12 januari 1863 i Calcutta, död 4 juli 1902 i Belur Math i Haora, var en indisk filosof och religiös ledare. Av sina lärjungar tros han ha uppnått mahasamadhi.
Vivekananda var Ramakrishnas främste elev. Han anses allmänt som en av de mest inflytelserika hinduiska teoretikerna och andliga ledarna under senare tid och betraktas av anhängarna som ett föredöme på grund av ett kompromisslöst mod och föredömligt socialt ansvar.

## Biografi
Vivekananda föddes i en bengalisk brahmansläkt. 1879 skrev han in sig vid Presidency College i hemstaden Calcutta för att ett år senare byta till Scottish Church College i samma stad och ägnade sig sedan åt studier i filosofi, logik och historia. Efter att ha ansatts av religiösa grubblerier närmade han sig rörelsen Brahma-samaj och utbrytarna därifrån, Sadharan Brahmo Samaj.
Han anslöt sig 1881 till Ramakrishna och efter dennes död startade han både The Ramakrishna Mission (se Ramakrishna-rörelsen) och Ramakrishna-orden. Han närvarade 1893 vid kongressen World's Parliament of Religions i Chicago (se även Världsutställningen i Chicago), där hans bidrag fungerade som en milstolpe för att kunna se hinduismen som en modern världsreligion. Han tolkade hinduismen, inom vedanta-traditionen (se även neovedanta), som en vishetslära av universell karaktär. Samtidigt tryckte han på vikten av deltagande i hjälp- och utvecklingsarbete på ett socialt plan.
Vivekananda, vars sanskrit-namn han antog efter uppväxten, blev en viktig inspirationskälla för den del av hinduismen som under 1900-talet hade en politisk inriktning. Till detta bidrog hans sociala och nationellt indiska engagemang, vilket han spred via en vid verksamhet som organisatör, skribent och föreläsare.

## Betydelse
Vivekananda var en omskriven och omtyckt föredragshållare, inte minst på föreläsningsturné runt i USA. John D. Rockefeller, Nikola Tesla och J.D. Salinger var tre samtida eller senare personligheterna som påverkades av Vivekanandas lära. Rockefeller, som själv träffade Vivekananda, blev övertalad att ägna mer av sina inkomster åt filantropiska ändamål, medan vetenskapsmannen Tesla intresserade sig för vedantafilosofins läror om materien och energi. Salinger blev involverad i Ramakrishna-orden, som genom Vivekanandas USA-turné etablerats i New York.